# Hip Hop Honors
Vh1 Hip Hop Honors es un evento anual transmitido por VH1. Este especial de televisión, rinde tributo a los cantantes de hip hop del old school, la era de oro del hip hop y contribuyentes al género. La ceremonia es conducida por cantantes de hip hop del new school que han sido influenciados por los "honorificados". El show se realiza y graba en el salón Hammerstein en Manhattan, Nueva York.
La primera ceremonia se realizó el 12 de octubre de 2004, siendo los anfitriones Vivica A. Fox y MC Lyte. La segunda, el 26 de septiembre de 2005; los anfitriones, Russell y Joseph Simmons. La tercera, el 17 de octubre de 2006 y como anfitrión estuvo Ice T. El cuarto, el 8 de octubre de 2007, siendo anfitrión Tracy Morgan.

## Primer Hip Hop Honors (2004)

### Honorificados
- DJ Hollywood
- Kool Herc
- KRS-One
- Public Enemy
- Run-DMC
- Rock Steady Crew
- Sugarhill Gang
- Tupac Shakur
- El Graffiti
- Ll cool j

### Presentadores
- Roselyn Sánchez
- Debbie Harry
- Tracy Morgan
- Ice T
- Taye Diggs
- P. Diddy

### Intérpretes
- Beastie Boys - "Sucker MCs"
- Fat Joe y Terror Squad - "Lean Back"
- Nas y Olu Dara - "Bridging the Gap"
- Fat Joe - "South Bronx"
- Nas - "Keep Ya Head Up"
- Beastie Boys - "Right Right Now Now"
- Public Enemy, Beastie Boys, Anthrax - "Black Steel in the Hour of Chaos/Fight the Power/Bring the Noise"

## Segundo Hip Hop Honors (2005)

### Honorificados
- Big Daddy Kane
- Los chicos del barrio
- Grandmaster Flash and The Furious Five
- Ice-T
- LL Cool J
- The Notorious B.I.G.
- Salt-n-Pepa

### Presentadores
- Anthony Anderson
- Jerry Ferrara
- Spike Lee

### Intérpretes
- En Vogue con Salt-n-Pepa
- Nelly con Ciara - "Doin' It"
- Nelly - "I'm Bad"
- Kanye West - "Gold Digger"
- Lil' Cease y Kanye West - "Big Poppa" "Hypnotize"

## Tercer Hip Hop Honors (2006)

### Honorificados
- Afrika Bambaataa
- Beastie Boys
- Eazy E
- Ice Cube
- MC Lyte
- Rakim
- Russell Simmons
- Wu-Tang Clan

### Presentadores
La lista es Presentador - Honorificado
- Tracy Morgan - Beastie Boys
- Regina King - MC Lyte
- Common - Rakim
- Diddy - Russell Simmons
- Forest Whitaker - Wu-Tang Clan
- Mike Epps - Ice Cube
- Outkast - Afrika Bambaataa

### Intérpretes
- Lil' Eazy-E, Young Jeezy, DJ Yella - "We Want Eazy"
- Bone Thugs N Harmony - "Crossroads"
- Ice Cube - "Why We Thugs"
- WC - "Today Was A Good Day"
- Diddy, Fabolous y Q-Tip - "Hold It Now, Hit It"/"Paul Revere"
- Beastie Boys - "So What'cha Want"
- Lil' Kim, Remy Ma, Da Brat, y Yo-Yo - "Cha Cha Cha"/"Kickin' 4 Brooklyn"/"Lyte as a Rock"
- MC Lyte - "Paper Thin"/"Ruffneck"
- Rakim - "Microphone Fiend"/"I Ain't No Joke"
- Wu-Tang Clan - "C.R.E.A.M." "Triumph"
- Erykah Badu, George Clinton y los funkadelics

## Cuarto Hip Hop Honors (2007)

### Honorificados
- A Tribe Called Quest
- Missy Elliott
- Snoop Dogg
- Whodini
- Teddy Riley y Andre Harrell por New Jack Swing
- La película Wild Style

### Presentadores
La lista es Presentador - Honorificado
- Kerry Washington - Missy Elliott
- P. Diddy y Doug E. Fresh - Andre Harrell y Teddy Riley
- LL Cool J - Wild Style
- Chris Rock - Whodini
- Harvey Keitel - Snoop Dogg

### Intérpretes
- Timbaland y Tweet - "The Rain (Supa Dupa Fly)"
- Timbaland y Eve - "Work It"
- Eve y Keyshia Cole - "Hot Boyz"
- Fatman Scoop y Ciara - "Lose Control"
- Nelly Furtado - "Get Ur Freak On (Remix)"
- Ne-Yo - "I Like"
- T-Pain - "I Want Her"
- Ne-Yo y Keyshia Cole - "Remember The Time"
- Kool Moe Dee - "How Ya Like Me Now"
- Teddy Riley - "No Diggity"/"Rump Shaker"
- Nick Cannon - "Funky Beat"
- Nelly - "One Love"
- Jermaine Dupri - "Freaks Come Out at Night"
- Whodini - "Friends"
- T.I. y B.G. - "Deep Cover"
- Pharrell y Daz - "Nuthin' But a 'G' Thang"
- Ice-T - "Gin y Juice"
- Bow Wow - "Who Am I (What's My Name)"
- Snoop Dogg y Pharrell - "Drop It Like It's Hot"
- Busta Rhymes, Common, Lupe Fiasco, y Pharrell - "Bonita Applebum"/"Electric Relaxation"/"Scenario"
- A Tribe Called Quest - "Check The Rhime"/"Award Tour"

## Quinto Hip Hop Honors (2008)

### Honorificados
- Cypress Hill
- De La Soul
- Slick Rick
- Issac Halles
- Too Short
- Naughty By Nature

### Presentadores
La lista es Presentador - Honorificado
- Freddy Rodríguez - Cypress Hill
- Joy Bryant y Michael Rapaport - De La Soul
- Micheal Strahan - Slick Rick
- Luke Campbell/Kid Rock - Too Short
- Eve/Queen Latifah - Naughty By Nature

### Intérpretes
- Eminem - con The Roots - "Rock the bells"
- Fat Joe - "The Phuncky Feel One"
- Jim Jones - "I Ain't Goin' Out Like That"
- Gym Class Heroes con Mack 10 - "Insane In The Brain"
- Cypress Hill - "How I Could Just Kill A Man"/ "(Rock) Superstar"
- Q-Tip & Estelle - "A Roller Skating Jam Named "Saturdays""
- Mos Def & Public Enemy - "Stakes Is High"
- Cee-Lo - "Potholes in My Lawn"
- EPMD - "Ego Trippin' (Parte II)"
- De La Soul y Q-Tip - "Me, Myself, and I" / "Buddy"
- MC Lyte - "The Ruler's Back"
- Busta Rhymes con Spliff Star - "The Show"
- Ghostface Killah con Biz Markie - "La Di Da Di"
- Fabolous y Dana Dane - "Hey Young World"
- Eve - "Mona Lisa"
- [Slick Rick] - "Children's Story"
- Estelle con The Roots - "Ike’s Mood 1"
- Mos Def con The Roots- "Warning" (sample de Isaac Halles's "Walk On By")
- Scarface con The Roots - "Mind Playing Tricks on Me" (sample de Isaac Halles's "Hung Up On My Baby")
- Public Enemy con The Roots - "Black Steel in the Hour of Chaos" (sample de Isaac Halles's "Hyperbolicsyllabicseequedalymystic")
- Kid Rock - "Life Is...Too Short"
- Lil Jon - "Shake That Monkey"
- Bun B - "Blow the Whistle"
- Scarface - "The Ghetto"
- Too Short - "Gettin' It" / "Money In The Ghetto"
- Wyclef Jean y Juelz Santana - "Everything's Gonna Be Alright"
- Big Boi con Wyclef Jean - "O.P.P."
- Naughty By Nature - "Uptown Anthem"/"Hip Hop Hooray"